# Purga del Ejército Rojo de 1941

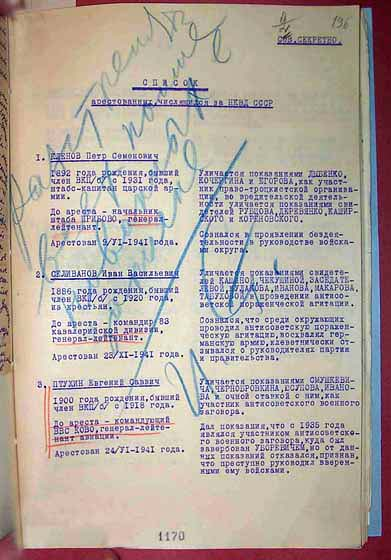
Propuesta de Beria del 29 de enero de 1942 de ejecutar a 46 generales. Resolución de Stalin: "Disparar a todos los nombrados en la lista. – I. Stalin."

Las Purgas del Ejército Rojo de 1941 fueron una serie de acciones dirigidas a la remoción violenta de personas ocurridas durante octubre de 1940 y febrero de 1942, a pesar del continuo ataque alemán a la Unión Soviética en junio de 1941. El Ejército Rojo, en particular la Fuerza Aérea Soviética, así como las industrias soviéticas relacionadas con el ejército fueron objeto de purgas por parte de Iósif Stalin .

## Trasfondo
A pesar de que la Gran Purga terminó en 1939,  en octubre de 1940, la NKVD (Comisariado del Pueblo de Asuntos Internos), bajo su nuevo jefe Lavrenti Beria, inició una nueva purga que inicialmente afectó al Comisariado del Pueblo de Municiones, al Comisariado del Pueblo de la Industria de la Aviación y al Comisariado del Pueblo de Armamento. Los funcionarios de alto nivel admitieron su culpabilidad, generalmente bajo tortura, y luego testificaron contra otros. Las víctimas fueron arrestadas bajo diversos cargos y acusaciones falsas, tales como: actividad antisoviética, sabotaje y espionaje. La ola de arrestos en las industrias relacionadas con el ejército continuó hasta finales de 1941.

## Purga de 1941
En abril y mayo de 1941, una investigación del Politburó sobre el alto índice de accidentes en la Fuerza Aérea condujo al despido de varios comandantes, incluido el jefe de la Fuerza Aérea, el teniente general Pavel Rychagov. En mayo, un avión alemán Junkers Ju 52 aterrizó en Moscú sin ser detectado por las fuerzas de defensa aérea, lo que llevó a arrestos masivos entre la dirigencia de la Fuerza Aérea. El NKVD pronto centró su atención en ellos y comenzó a investigar una presunta conspiración antisoviética de espías alemanes en el ejército, centrada en la Fuerza Aérea y vinculada a las conspiraciones de 1937-1938. Los sospechosos fueron transferidos a principios de junio de la custodia de la Contrainteligencia Militar al NKVD. Los arrestos continuaron después del ataque alemán a la Unión Soviética, que comenzó el 22 de junio de 1941.
Durante los primeros meses de la guerra, varios comandantes, incluido el general Dmitry Pavlov, fueron convertidos en chivos expiatorios por los fracasos. Pavlov fue arrestado y ejecutado después de que sus fuerzas fueran derrotadas en los primeros días de la campaña. Solo dos de los acusados fueron perdonados: el comisario del pueblo de Armamentos Boris Vannikov (liberado en julio de 1941) y el subjefe de Defensa general Kirill Meretskov (liberado en septiembre de 1941), aunque este último había admitido la culpabilidad bajo tortura. Cerca de trescientos comandantes, incluidos el teniente general Nikolay Klich, el teniente general Robert Klyavinsh y el mayor general Sergey Chernykh, fueron arrestados y encarcelados durante meses, para ser finalmente ejecutados el 16 de octubre de 1941, durante la Batalla de Moscú. Otros fueron enviados a Kuybyshev, capital provisional de la Unión Soviética, el 17 de octubre. El 28 de octubre de 1941, veinte personas que habían estado arrestadas desde mediados de ese año fueron fusiladas cerca de Kuybyshev por orden personal de Lavrentiy Beria, incluidos los coroneles generales Alexander Loktionov y Grigory Shtern, los tenientes generales Fyodor Arzhenukhin, Ivan Proskurov, Yakov Smushkevich y Pavel Rychagov con su esposa, la mayor de la Fuerza Aérea María Nesterenko, así como varias personas que habían sido arrestadas anteriormente durante las secuelas inmediatas de la Gran Purga en 1939, antes de la Purga del Ejército Rojo de 1941, incluidos los políticos Filipp Goloshchyokin y Mikhail Kedrov.
En noviembre de 1941, Beria logró convencer a Stalin de simplificar el procedimiento para llevar a cabo las sentencias de muerte emitidas por los tribunales militares locales para que ya no requirieran la aprobación del Colegio Militar de la Corte Suprema y el Politburó, por primera vez desde el final de la Gran Purga. El derecho a emitir sentencias de muerte extrajudiciales fue otorgado al Consejo Especial del NKVD. El 29 de enero de 1942, cuarenta y seis personas, incluidos 17 generales, entre ellos los tenientes generales Pyotr Pumpur, Pavel Alekseyev, Konstantin Gusev, Yevgeny Ptukhin, Nikolai Trubetskoy, Pyotr Klyonov, Ivan Selivanov, el mayor general Ernst Schacht y el comisario del pueblo de Municiones Ivan Sergeyev, fueron sentenciados a muerte por el Consejo Especial. Después de la aprobación explícita de Stalin, fueron ejecutados el Día del Ejército Rojo, el 23 de febrero de 1942.

## Consecuencias
Beria y Malenkov: Supervisión de Producción Militar.
El 4 de febrero de 1942, Lavrenti Beria y su aliado Georgy Malenkov, miembros del Comité de Defensa del Estado, fueron designados para supervisar la producción de aviones, armamentos y municiones.
Rehabilitación de Víctimas durante la Desestalinización.
Durante la desestalinización en la década de 1950-1960, muchas de las víctimas de la represión estalinista fueron exoneradas y/o rehabilitadas póstumamente.
Juicio y Condena de Beria por Terrorismo.
En diciembre de 1953, una sesión secreta especial de la Corte Suprema de la Unión Soviética, que carecía de debido proceso, declaró culpable a Beria de terrorismo por las ejecuciones extrajudiciales de octubre de 1941 y otros crímenes. Como resultado, se le impuso la pena de muerte.